# Konstanze Klosterhalfen
Konstanze Klosterhalfen (née le 18 février 1997 à Bonn) est une athlète allemande, spécialiste des courses de demi-fond.

## Biographie

### 2015–2016
Le 13 décembre 2015, en France, à Hyères, Konstanze Klosterhalfen remporte les Championnats d'Europe de cross-country 2015 Junior en un temps de 13 minutes et 12 secondes. Elle remporte également le titre par équipe de championne d'Europe avec l'équipe d'Allemagne.
Le 6 février 2016, à Karlsruhe, Konstanze Klosterhalfen établit un nouveau record d'Europe U20 en salle sur 1 500 mètres en 4 min 08 s 38.
Le 21 février 2016, Konstanze Klosterhalfen remporte les championnats d'Allemagne junior en salle sur 800 mètres avec un temps de 2 min 03 s 37.
Le 28 février 2016, Konstanze Klosterhalfen remporte les championnats d'Allemagne en salle sur 3 000 mètres à Leipzig avec un temps de 8 min 56 s 36. Elle établit ainsi un nouveau record d'Europe U20 en salle sur 3 000 mètres, détenu auparavant par la polonaise Sofia Ennaoui. Cette victoire sur 3 000 m lui permet ainsi de remporter son premier titre chez les séniors à tout juste 19 ans.
Le 6 mars 2016, Konstanze Klosterhalfen court le 10 km route de Leverkusen en 32 minutes et 24 secondes.
Le 20 mai 2016, à Ostrava, Konstanze Klosterhalfen établit son nouveau record personnel sur 1 500 mètres en 4 min 06 s 91 synonyme de minima pour les Jeux olympiques d'été de 2016 où elle se fera éliminer en demi-finale.
Le 20 juillet 2016, Konstanze Klosterhalfen remporte la médaille de bronze aux championnats du monde juniors sur 3 000 mètres en 8 min 46 s 74 synonyme de nouveau record d'Europe U20.

### 2016–2017
Le 11 décembre 2016, en Italie, à Chia, Konstanze Klosterhalfen remporte les Championnats d'Europe de cross-country 2016 Junior pour la seconde fois après avoir remporté les championnats d'Europe de cross Junior 2015, en France.
Le 4 mars 2017, à Belgrade, Konstanze Klosterhalfen remporte la médaille d'argent au championnat d'Europe indoor sur 1 500 mètres. Elle remporte ainsi sa première médaille internationale chez les « grands ».
Le 19 mai 2017, à Karlsruhe, Konstanze Klosterhalfen descend pour la première fois de sa carrière sous les 15 minutes sur 5 000 m en parcourant la distance en 14 min 51 s 38.
Le 3 juin suivant, elle porte son record du 800 m 1 min 59 s 65. Le 8 juin, lors du Golden Gala de Rome, Klosterhalfen descend pour la première fois sous les 4 minutes au 1 500 m, en réalisant le très bon temps de 3 min 59 s 30. 2e de la course derrière Sifan Hassan (3 min 56 s 22), l'Allemande se distingue en devenant la 3e Allemande la plus rapide de tous les temps sur cette distance et devient la plus jeune athlète à passer sous les barrières des 2 minutes au 800, des 4 minutes au 1 500 et des 15 minutes au 5 000 m.
Le 9 juillet 2017, Konstanze Klosterhalfen remporte les championnats d'Allemagne sur 1 500 m en 3 min 59 s 38. Elle se distingue en courant pour la seconde fois de sa carrière le 1 500 m en moins de 4 minutes tout cela en ayant mené la course du début à la fin.
Le 5 août 2017, en demi-finale des championnats du monde de Londres, elle crée la sensation en réalisant une accélération brutale à 2 tours de l'arrivée dans une course très lente. Malheureusement, elle paie ses efforts et termine 8e.
Le 27 août, pour sa dernière course de la saison, elle remporte chez elle, en Allemagne, l'ISTAF Berlin en 3 min 58 s 92 synonyme de nouveau record personnel.
Le 10 décembre 2017, Konstanze Klosterhalfen termine à la seconde place aux championnats d'Europe de Cross Country 2017 dans la catégorie U23. Elle remporte également l'argent par équipe.

### 2018
Le 3 février 2018, Konstanze Klosterhalfen améliore son record personnel sur 1 500 m en salle à Karlsruhe, en Allemagne. Elle porte son record à 4 min 04 s 00 dans une course remportée par l’éthiopienne Genzebe Dibaba en 3 min 57 s 45.
Le 18 février 2018, à l'occasion des championnats d'Allemagne en salle à Dortmund, elle signe une performance de haute volée sur 3 000 m. Elle est sacrée championne d'Allemagne et bat le record national en 8 min 36 s 01, améliorant de 5 secondes la marque de Kathrin Ullrich (8 min 41 s 79) datant de 1988.
Le 1er mars 2018, Konstanze Klosterhalfen termine 7ème des championnats du monde en salle à Birmingham en 8 min 51 s 79.

### 2019
Le 26 janvier, Konstanze Klosterhalfen remporte le 5 000 m au New Balance Indoor Grand Prix à Boston aux États-Unis, battant Jennifer Simpson et améliorant son record personnel en 15 min 15 s 80.
Le 16 février 2019, lors des championnats d'Allemagne en salle à Leipzig, elle domine le 3 000 m et améliore de 3 secondes son propre record national de la distance en 8 min 32 s 47, meilleure performance mondiale de l'année.
Le 1er mars, aux championnats d'Europe en salle à Glasgow, elle décroche la médaille d'argent du 3 000 m derrière Laura Muir. En tête à 300 m de l'arrivée, elle ne résiste pas à l'accélération de la championne écossaise, mais parvient à conserver une confortable deuxième place avec un chrono très honorable de 8 min 34 s 06.
Le 3 août 2019, elle remporte les championnats d'Allemagne à Berlin sur 5 000 m et explose en 14 min 26 s 76 le record national détenu par Irina Mikitenko depuis 1999 en 14 min 42 s 03. Elle devient également la 4e meilleure performeuse européenne de l'histoire, dans une course réalisée en solo.

### 2021
Le 27 février 2021, elle court son premier 10 000 mètres lors d'un meeting à Austin. Elle s'impose aisément en 31 min 1 s 07, établissant un nouveau record national en battant celui de Kathrin Ullrich vieux de près de 30 ans.

### 2022
Elle devient championne d'europe du 5 000 mètres à Munich et vice-championne d'europe de cross-country à Turin.

## Palmarès
| Date | Compétition                            | Lieu             | Résultat | Épreuve     | Temps          |
| ---- | -------------------------------------- | ---------------- | -------- | ----------- | -------------- |
| 2015 | Championnats d'Europe juniors          | Eskilstuna       | 3e       | 1 500 m     | 4 min 20 s 84  |
| 2015 | Championnats d'Europe de cross         | Hyères           | 1re      | Ind. junior | —              |
| 2016 | Championnats du monde juniors          | Bydgoszcz        | 3e       | 3 000 m     | 8 min 46 s 74  |
| 2016 | Championnats d'Europe de cross         | Chia             | 1re      | Ind. junior | —              |
| 2017 | Championnats d'Europe en salle         | Belgrade         | 2e       | 1 500 m     | 4 min 04 s 45  |
| 2017 | Championnats d'Europe par équipes      | Lille            | 1re      | 1 500 m     | 4 min 09 s 57  |
| 2017 | Championnats d'Europe espoirs          | Bydgoszcz        | 1re      | 1 500 m     | 4 min 10 s 30  |
| 2017 | Championnats d'Europe de cross-country | Šamorín          | 2e       | Ind. espoir | 20 min 25 s    |
| 2017 | Championnats d'Europe de cross-country | Šamorín          | 2e       | Par équipes | 15 pts         |
| 2018 | Championnats du monde en salle         | Birmingham       | 7e       | 3 000 m     | 8 min 51 s 79  |
| 2018 | Championnats d'Europe                  | Berlin           | 4e       | 5 000 m     | 15 min 03 s 73 |
| 2018 | Ligue de diamant                       | Ligue de diamant | 9e       | 5 000 m     | 15 min 04 s 16 |
| 2018 | Coupe continentale                     | Ostrava          | 4e       | 3 000 m     | 8 min 38 s 04  |
| 2019 | Championnats d'Europe en salle         | Glasgow          | 2e       | 3 000 m     | 8 min 34 s 06  |
| 2019 | Ligue de diamant                       | Ligue de diamant | 2e       | 1 500 m     | 3 min 59 s 02  |
| 2019 | Ligue de diamant                       | Ligue de diamant | 3e       | 5 000 m     | 14 min 29 s 89 |
| 2019 | Championnats du monde                  | Doha             | 3e       | 5 000 m     | 14 min 28 s 43 |
| 2021 | Jeux olympiques                        | Tokyo            | 8e       | 10 000 m    | 31 min 01 s 97 |
| 2021 | Championnats d'Europe de cross-country | Dublin           | 5e       | Individuel  | 27 min 12 s    |
| 2022 | Championnats d'Europe                  | Munich           | 1re      | 5 000 m     | 14 min 50 s 47 |
| 2022 | Championnats d'Europe                  | Munich           | 4e       | 10 000 m    | 31 min 05 s 21 |
| 2022 | Championnats d'Europe de cross-country | Turin            | 2e       | Individuel  | 26 min 29 s    |
| 2023 | Championnats d'Europe en salle         | Istanbul         | 2e       | 3 000 m     | 8 min 36 s 50  |
| 2024 | Championnats d'Europe de cross-country | Antalya          | 2e       | Individuel  | 25 min 54 s    |

## Records
| Épreuve  | Épreuve   | Temps               | Lieu       | Date             |
| -------- | --------- | ------------------- | ---------- | ---------------- |
| 800 m    | Plein air | 1 min 59 s 65       | Pfungstadt | 3 juin 2017      |
| 800 m    | En salle  | 2 min 03 s 37       | Dortmund   | 21 février 2016  |
| 1 500 m  | Plein air | 3 min 58 s 92       | Berlin     | 27 août 2017     |
| 1 500 m  | En salle  | 3 min 59 s 89 (NR)  | New York   | 8 février 2020   |
| Mile     | Plein air | 4 min 24 s 27       | Berlin     | 2 septembre 2018 |
| Mile     | En salle  | 4 min 17 s 26 (NR)  | New York   | 8 février 2020   |
| 3 000 m  | Plein air | 8 min 20 s 07 (NR)  | Palo Alto  | 30 juin 2019     |
| 3 000 m  | En salle  | 8 min 32 s 47 (NR)  | Leipzig    | 16 février 2019  |
| 5 000 m  | Plein air | 14 min 26 s 76 (NR) | Berlin     | 4 août 2019      |
| 5 000 m  | En salle  | 14 min 30 s 79 (AR) | Boston     | 27 février 2020  |
| 10 000 m | Plein air | 31 min 01 s 71 (NR) | Austin     | 27 février 2021  |
| 10 km    | Plein air | 30 min 46 s 00      | Laredo     | 24 mai 2025      |